# 両度町

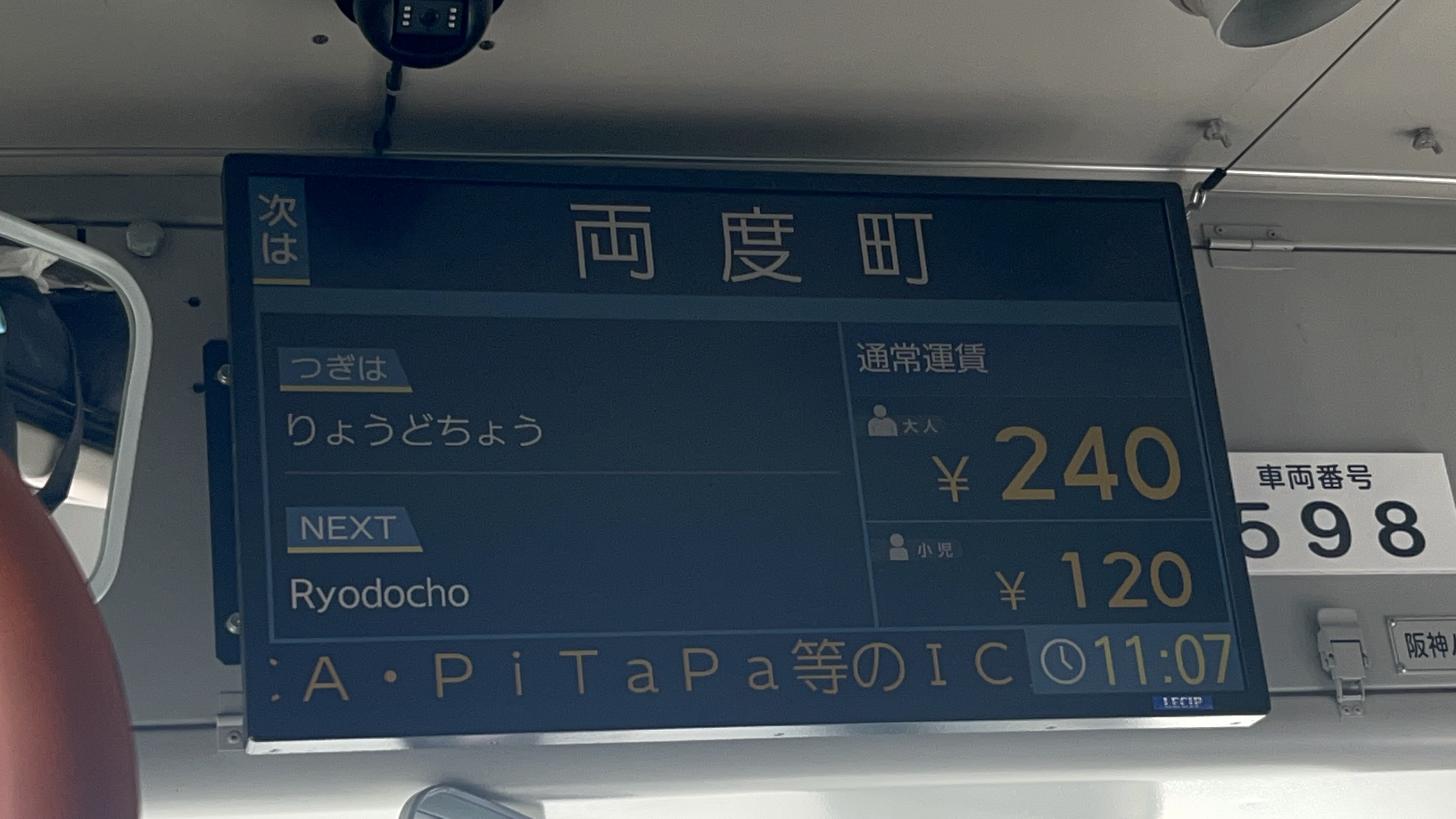
阪神バス両度町停留所案内

両度町（りょうどちょう）は、兵庫県西宮市にある町丁。郵便番号は662-0841。座標: 北緯34度44分39.112秒 東経135度21分12.387秒 / 北緯34.74419778度 東経135.35344083度

## 地理
東は高松町、西は森下町、南は芦原町、北は南昭和町と接する。

## 交通

### 鉄道
鉄道は走っていない。 北隣に阪急神戸本線が通過している

### バス
| 路線名         | 業者     | 起点     | 町内の停留所             | 終点     |
| -------------- | -------- | -------- | ------------------------ | -------- |
| マリナパーク線 | 阪神バス | 西宮北口 | (高松町)-両度町-(西福町) | (環状)   |
| 西宮北口線     | 阪神バス | 阪神西宮 | (西福町)-両度町-(高松町) | 西宮北口 |

## 校区
出典:
| 区域 | 小学校     | 中学校     |
| ---- | ---------- | ---------- |
| 全域 | 平木小学校 | 平木中学校 |